# Фовилль, Альфред
Альфре́д Фови́лль (26 декабря 1842, Париж — 14 мая 1913, там же) — французский учёный-экономист и статистик, основатель французского статистико-географического института.

## Биография
Окончил Политехническую школу, затем был аудитором Государственного совета.
С 1873 по 1893 год был директором бюро статистики и сравнительного законодательства Министерства финансов, с 1893 по 1900 год — директором парижского Монетного двора. Состоял профессором политической экономии и статистики в Школе политических наук, где с 1880 года заведовал кафедрой государственных финансов. В 1885 году стал одним из соучредителей Международного статистического института.
В 1896 году был избран членом Академии моральных и политических наук, избирался её президентом в 1907 году и был назначен пожизненным секретарём в 1909 году. В 1885—1887 годах проводил по инициативе Министерства финансов исследования в области типологии французских жилых домов.
Главные работы его авторства: «Mémoire sur les variations des prix au XIX-e siecle» (Париж, 1872); «La transformation des moyens de transport et ses conséquences économiques et statistiques sur la propriété fonciere» (Париж, 1885); «La France économique» (Париж, 1887 и 1889); «Atlas de statistique financiere» (П., 1881 и 89); «Le prix duble et l’influence des droits de douane» (1891); «La richesse en France et à l’étranger» (1893); «L’industrie des transports dans le passé et dans le pressent» (1893).